# Witold Friedensberg
Witold Friedensberg (ur. 13 kwietnia 1925 w Warszawie, zm. 11 maja 1997 tamże) – polski chirurg, specjalista w dziedzinie medycyny lotniczej, pułkownik Wojska Polskiego, Główny Chirurg Wojsk Lotniczych

## Życiorys

### Młodość
Wybuch II wojny światowej uniemożliwił mu rozpoczęcie nauki w Gimnazjum i Liceum im. Joachima Lelewela, w związku z tym uczył się na tajnych kompletach, gdzie w 1944 złożył egzamin dojrzałości. Walczył w powstaniu warszawskim, pod koniec sierpnia został aresztowany na Woli i przetransportowany do Arbeitslager Landeshut, gdzie został początkowo osadzony w celi śmierci. Po wyzwoleniu obozu powrócił do Warszawy i rozpoczął studia na Wydziale Lekarskim Uniwersytetu Warszawskiego, równocześnie od 1946 był wolontariuszem w Zakładzie Anatomii Prawidłowej Człowieka, którym kierował prof. Roman Poplewski.

### Początki pracy zawodowej
Od 1950 przez dwa lata był asystentem w Zakładzie Chirurgii Operacyjnej i Anatomii Topograficznej Wydziału Lekarskiego Akademii Medycznej, 16 lutego 1952 uzyskał tytuł lekarza. 1 kwietnia 1952 został powołany do czynnej służby wojskowej i skierowany na 23 Kurs Przeszkolenia Oficerów, po jego zakończeniu otrzymał awans do stopnia podporucznika. Następnie skierowano go do Oficerskiej Szkoły Lotniczej w Dęblinie, gdzie został starszym lekarzem eskadry lotniczej oraz kierownikiem izby chorych. Równocześnie pracował na Oddziale Chirurgicznym Garnizonowego Szpitala Lotniczego, a od 1955 był ordynatorem Oddziału Chirurgicznego w dęblińskim Szpitalu Lotniczym. W marcu 1957 zajął identyczne stanowisko w Szpitalu Lotniczym w Otwocku, dwa miesiące później otrzymał przeniesienie do podlegającemu Wojskowemu Instytutowi Medycyny Lotniczej Centrum Badań Lotniczo-Lekarskich z Ośrodkiem Klinicznym w Otwocku. Został tam starszym asystentem na Oddziale Chirurgicznym pod kierunkiem prof. Tadeusza Butkiewicza. Również w maju 1957 uzyskał specjalizację I stopnia z chirurgii ogólnej, a po sześciu miesiącach II stopnia z medycyny lotniczej.

### Praca w Wojskowym Instytucie Medycyny Lotniczej (WIML)
Od 1960 pracował w Wojewódzkim Instytucie Medycyny Lotniczej, na Oddziale Chirurgii Urazowej z Pracownią Traumatologii Lotniczej i Eksperymentalnej Ośrodka Patofizjologii Lotniczej. W tym samym czasie rozpoczął pracę wykładowcy chirurgii ogólnej w działającym przy WIML Studium Kształcenia Podyplomowego Lekarzy Lotniczych, a także pracę chirurga specjalisty w ZOZ Warszawa-Wola. 
Uchwałą Rady Naukowej Wydziału Lekarskiego łódzkiej Wojskowej Akademii Medycznej w dniu 11 czerwca 1963 Witold Friedensberg uzyskał stopień doktora medycyny na podstawie pracy "Urazy lotników powstające podczas katapultowania", której promotorem był prof. Tadeusz Butkiewicz. W 1964 uzyskał II stopień specjalizacji, a w grudniu 1965 etat adiunkta Kliniki Chirurgicznej WIML. W latach 1972–1973 odbył staż w Instytucie Chirurgii Akademii Medycznej w Warszawie pod kierunkiem prof. Jana Nielubowicza, a następnie został Głównym Chirurgiem Wojsk Lotniczych i pełnił obowiązki kierownika Kliniki Chirurgicznej WIML, trzy lata później objął etat kierownika i pełnił tę funkcję do 1991. Zainicjował powstanie w 1975 Ośrodka Diagnostyki Choroby Wibracyjnej, który zorganizowano przy Klinice Chirurgii WIML. W 1976 rozpoczął współpracę z Instytutem Ekologii Polskiej Akademii Nauk, która polegała na przeprowadzaniu badań uczestników wypraw polarnych i zapewnianiu opieki medycznej tych wypraw. 25 kwietnia 1978 w uznaniu dorobku zawodowego i po przedstawieniu rozprawy "Zmiany w układzie naczyniowym kończyn dolnych pilotów latających na śmigłowcach" Witold Friedensberg uzyskał stopień doktora habilitowanego. W 1979 wszedł w skład komitetu redakcyjnego Medycyny Lotniczej i zasiadał w nim do przejścia na emeryturę w 1991. Z jego inicjatywy od 1983 w Klinice Chirurgicznej rozpoczął działalność gabinet diagnostyki chorób naczyniowych z punktem badań ultrasonograficznych, ponadto zainicjował współpracę Kliniki z Główną Wojskową Komisją Lotniczo-Lekarską WIML, Zakładem Patofizjologii oraz Instytutem Chorób Naczyń Akademii Medycznej w Warszawie. W 1984 Witold Friedensberg został powołany na członka Rady Naukowej WIML, w której zasiadał przez osiem lat. Równocześnie powierzono mu nadzór nad pracą dydaktyczną oddziału chirurgicznego V Szpitala Wojskowego w Dęblinie. Dwa lata później uzyskał mianowanie na stanowisko docenta, a w 1989 na wniosek Rady Naukowej WIML nadano mu tytuł profesora nadzwyczajnego nauk medycznych. W dniu 2 października 1991 oficjalnie przeszedł w stan spoczynku, ale pozostał w WIML jako konsultant Kliniki Chirurgicznej.
Zmarł 11 maja 1997. Został pochowany na cmentarzu Bródnowskim (kw. 27G, rząd 1, grób 15).

## Odznaczenia
- 1972 - Złoty Krzyż Zasługi;

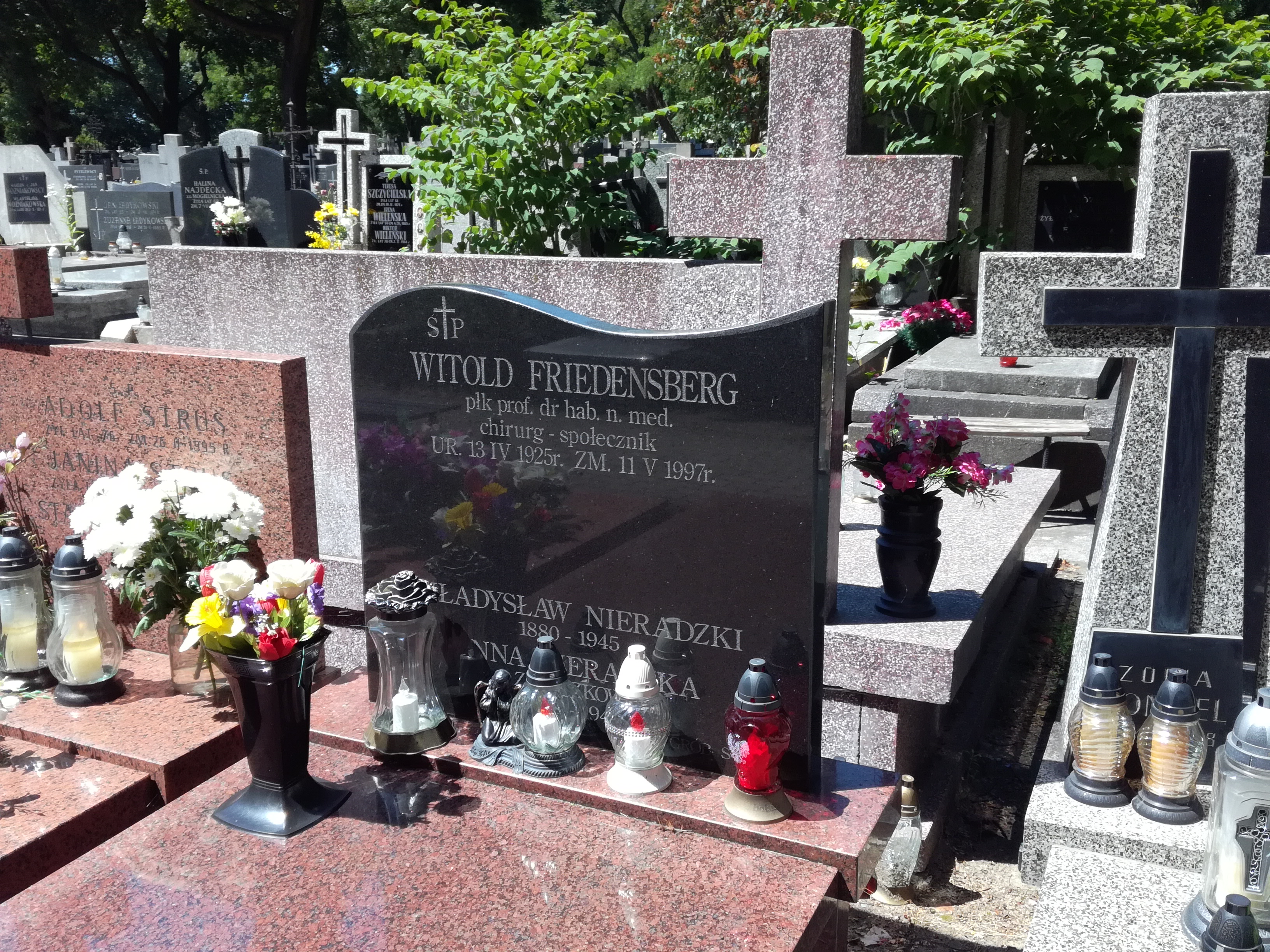
Grób Witolda Friedensberga na cmentarzu Bródnowskim w Warszawie

- 1975 - Nagroda Ministra Obrony Narodowej za pracę "Wpływ wibracji na powstawanie zmian w tętnicach kończyn dolnych u pilotów i nowe metody rozpoznawania wczesnych okresów choroby wibracyjnej", wspólnie z dr. Jerzym Gajewskim;
- 1977 - Nagroda Ministra Obrony Narodowej I stopnia za pracę zbiorową "Medycyna Lotnicza i Kosmiczna";
- 1978 - Medal Komisji Edukacji Narodowej;
- 1979 - Krzyż Kawalerski Orderu Odrodzenia Polski;
- 1982 - Medal "Zasłużony dla lotnictwa";
- Odznaczenia Polskiego Czerwonego Krzyża.

## Działalność naukowa
Witold Friedensberg działał naukowo w:
- Polskim Towarzystwie Chirurgicznym,
- Polskim Towarzystwie Astronautycznym,
- Stowarzyszeniu Autorów Polskich,
- Klubie Pisarzy Wojskowych,
- Polskim Towarzystwie Lekarskim,
- Polskim Towarzystwie Medycyny Lotniczej i Kosmicznej

Współpracował również z: 
- Oddziałem Warszawskim Towarzystwa Chirurgów Polskich,
- Zakładem Ekologii Polskiej Akademii Nauk,
- Instytutem Chorób Naczyń Akademii Medycznej w Warszawie.

### Dorobek naukowy
Witold Friedensberg był autorem i współautorem 92 prac naukowych, które publikował na łamach:
- "Medycyny lotniczej",
- "Polskiego Przeglądu Chirurgicznego",
- "Lekarza wojskowego",
- "Wiadomości lekarskich",
- "Postępów astronautyki",
- "Anestezjologii reanimacyjnej i intensywnej terapii".